# Heterogaster
Phygadicus, Phygas
Genre
Synonymes
- Voir paragraphe #Synonymes

Heterogaster est un genre d'insectes du sous-ordre des hétéroptères (punaises) et de la famille des Heterogastridae.

## Description
Ces punaises ont le corps ovale-oblong. La ponctuation de la tête et de la partie antérieure du pronotum est plus serrée et moins profonde que celle du reste du dessus du corps. La tête est à peu près aussi longue que large. Le pronotum est trapézoïdal avec une carène latérale. Le scutellum est généralement caréné longitudinalement dans sa partie postérieure. Le bord antérieur de la corie est généralement droit. Les pattes sont unicolores ou bicolores,. Ce genre se distingue des autres genres d'Heterogastridae présents en Europe par une tête moins large que le pronotum, celui-ci avec les bords latéraux arqués ou sinués, et le fémur antérieur le plus souvent avec une épine distale.

## Répartition
Les espèces de ce genre sont majoritairement paléarctiques (écozone qui comprend également l'Afrique du Nord), sauf une espèce indomalaise (H. cymoides des Célèbes) et deux qui sont natives d'Amérique du Nord, H. behrensii (du Canada au Mexique) et H. flavicosta (États-Unis). H. urticae a également été introduite en Amérique du Nord et, apparemment vers la fin des années 1970 en Nouvelle-Zélande.

## Biologie
Ce genre se nourrit sur Lamiaceae (Origanum, Nepeta etc.), et, en ce qui concerne H. urticae, sur Urtica (Urticaceae). Chez H. urticae, l'hivernation se fait au stade adulte, dans la litière près des plantes-hôtes. Les œufs sont pondus au sol au pied des plantes-hôtes, parfois sur les tiges ou les feuilles. Ils sont abondamment recouvert par la femelle d'une sécrétion qui durcit et les protège.

## Classification
Ce genre Heterogaster est décrit en 1829 par l'entomologiste prussien Peter Samuel Schilling (1773-1852),,,, pour l'espèce H. artemisiae. Au moment de sa description, il y rattache également une autre espèce H. urticae, décrite antérieurement, en 1775, sous le nom de genre Cimex (seul nom de genre auquel, au début de la taxonomie scientifique, toutes les punaises terrestres étaient attachées depuis Linné), puis passée par le nom de Lygaeus urticae. Heterogaster urticae est donc l'espèce type du genre, par désignation subséquente. Plus tard, l'espèce H. cathariae, décrite en 1785, y est également rattachée.
Heterogaster est le genre type de sa famille, d'abord traitée comme une sous-famille au sein des Lygaeidae, les Heterogastrinae, avant d'être élevée au rang de famille, les Heterogastridae. 
Il comprend une quinzaine d'espèces actuelles et une petite dizaine d'espèces fossiles.

### Synonymes
Selon BioLib en 2023, les synonymes du genre sont au nombre de deux :
- Phygadicus Fieber, 1851[10]
- Phygas Fieber, 1837[10]

### Liste d'espèces
Selon BioLib (11 novembre 2022) :
- Heterogaster affinis Herrich-Schäffer, 1835
- Heterogaster alashanicus G.Q. Liu & L.Y. Zheng, 1996
- Heterogaster artemisiae Schilling, 1829
- Heterogaster behrensii Uhler, 1876
- Heterogaster canariensis Lindberg, 1960
- Heterogaster cathariae (Geoffroy in Fourcroy, 1785)
- Heterogaster chinensis Zou & Zheng, 1981
- Heterogaster distincta Jakovlev, 1881
- Heterogaster flavicosta Barber, 1939
- Heterogaster minima Zou & Zheng, 1981
- Heterogaster nasuta Horvath, 1895
- Heterogaster parens Jakovlev, 1902
- Heterogaster urticae (Fabricius, 1775)

Le catalogue en ligne Lygaeoidea Species Files mentionne encore une espèce, Heterogaster muscorum Gistl, 1837.

### Espèces présentes en Europe
Selon Fauna Europaea (11 novembre 2022) :
- Heterogaster affinis
- Heterogaster artemisiae
- Heterogaster canariensis
- Heterogaster cathariae
- Heterogaster urticae

### Espèces fossiles
Selon Paleobiology Database, en 2023, le genre comprend 9 espèces fossiles ou plutôt huit dont les plus anciennes remontent à l'Oligocène (entre −33 et −28 millions d'années) :
- †Heterogaster antiquus Heer 1853
- †Heterogaster breviscutatus Theobald 1937
- †Heterogaster famosus Förster 1891
- †Heterogaster pumilio  Heer 1853
- †Heterogaster radobojanus  Heer 1853
- †Heterogaster redivivus  Heer 1853
- †Heterogaster sundgoviensis Theobald 1937
- †Heterogaster tristis nomen nudum de Heterogaster
- †Heterogaster troglodytes Heer 1853

Selon Paleobiology Database, en 2023, le nombre de collections de fossiles est quinze pour 21 occurrences :
- Miocène : trois collections de Croatie, une d'Allemagne ;
- Oligocène : dix collections de France et une d'Allemagne[7].

## Galerie

Quelques espèces vivantes du genre Heterogaster.
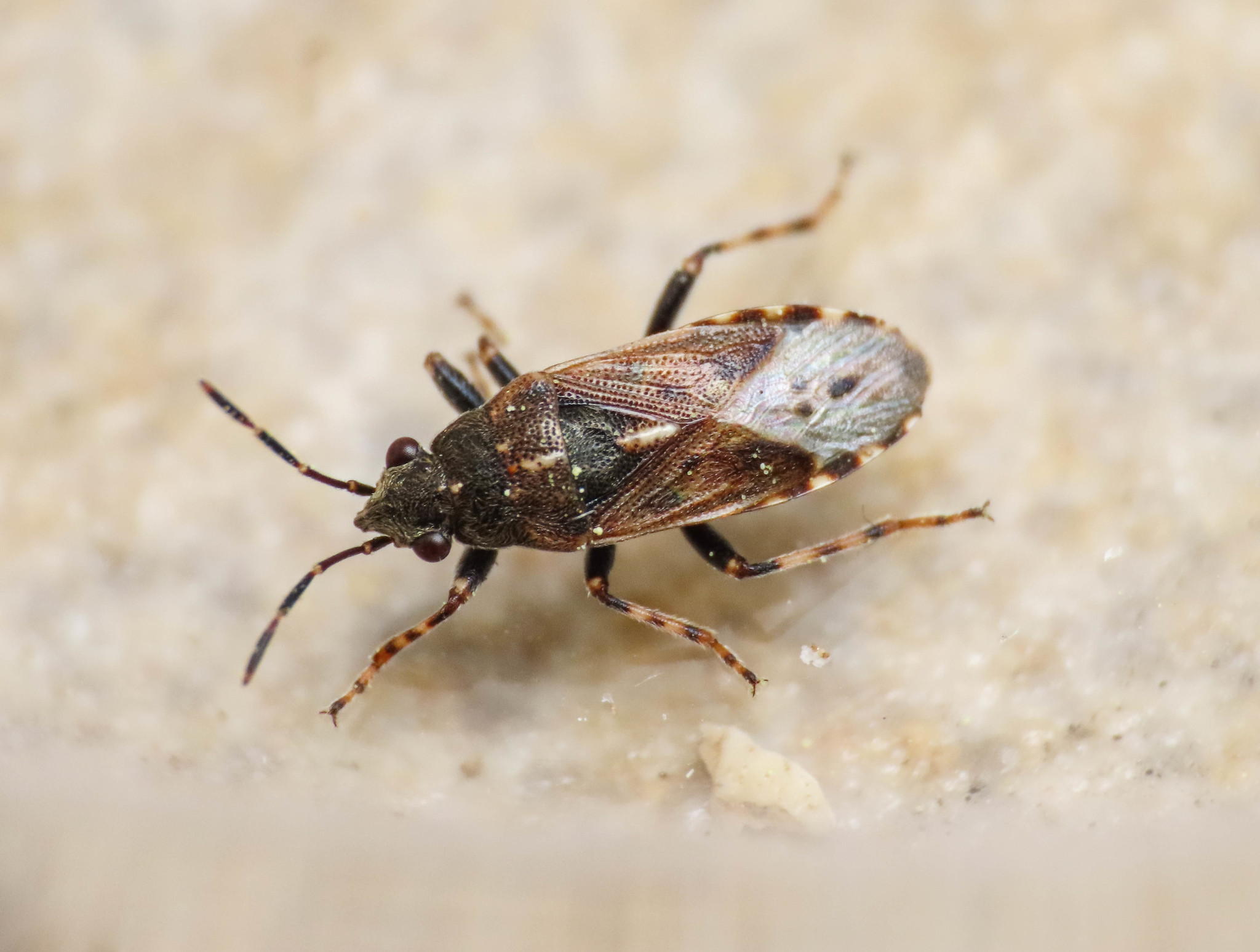
Heterogaster affinis, Italie.
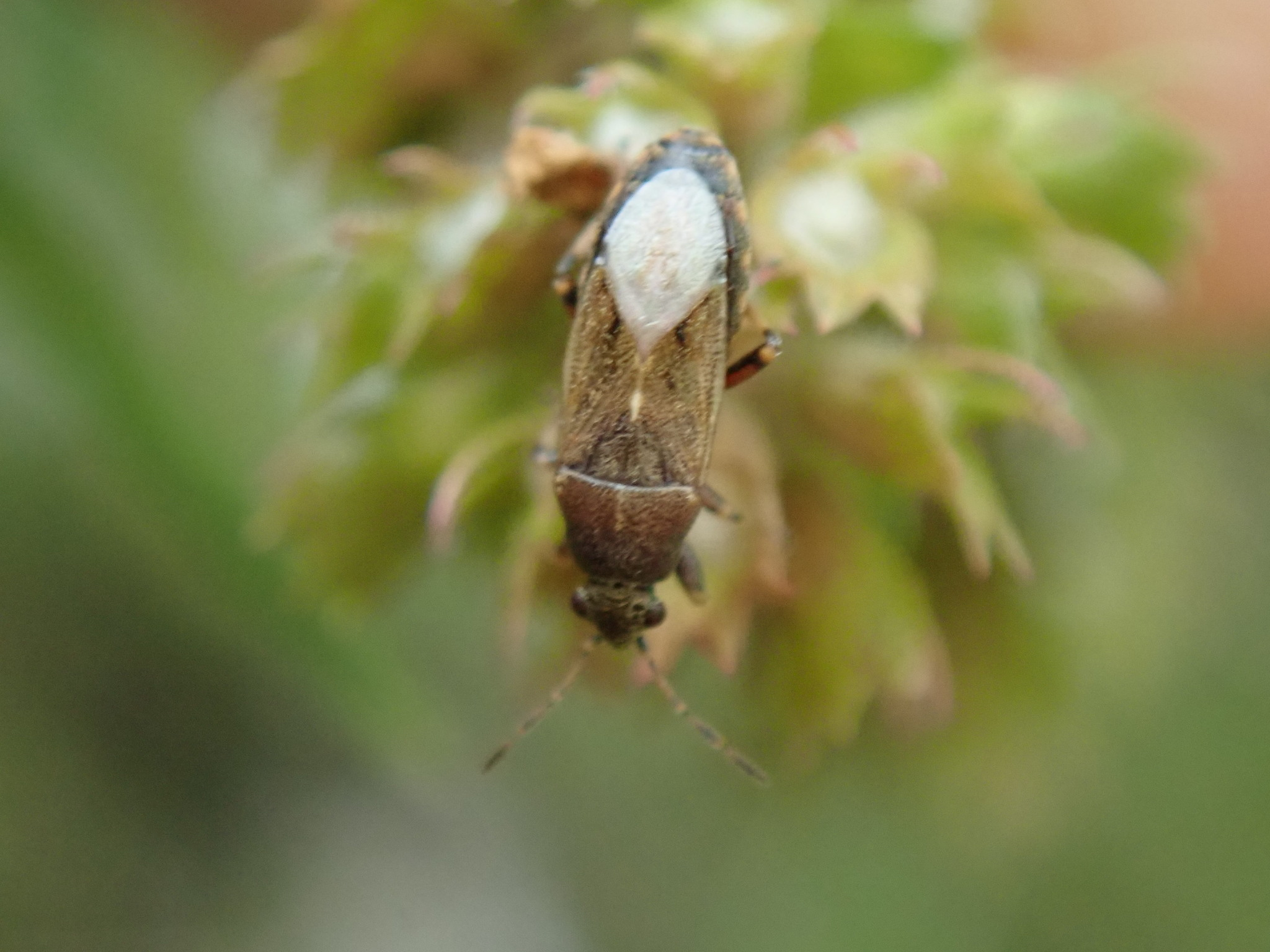
Heterogaster artemisiae, France.
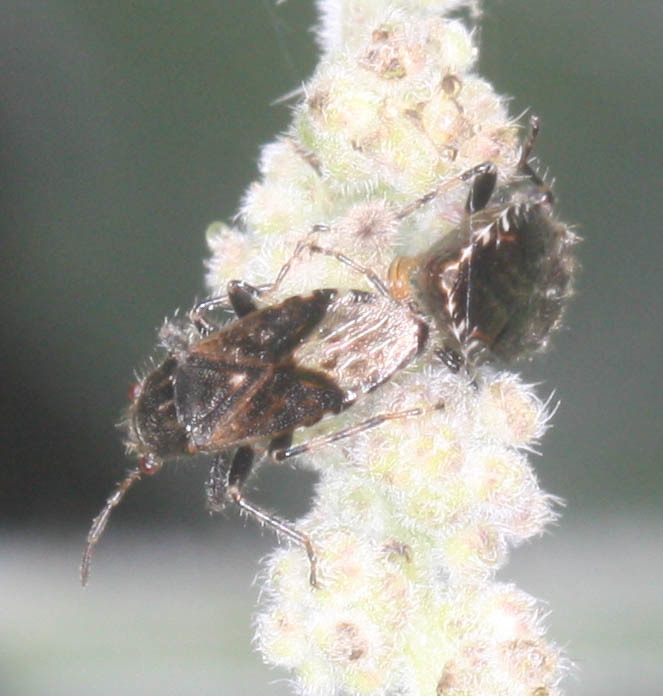
Heterogaster behrensii, Californie.
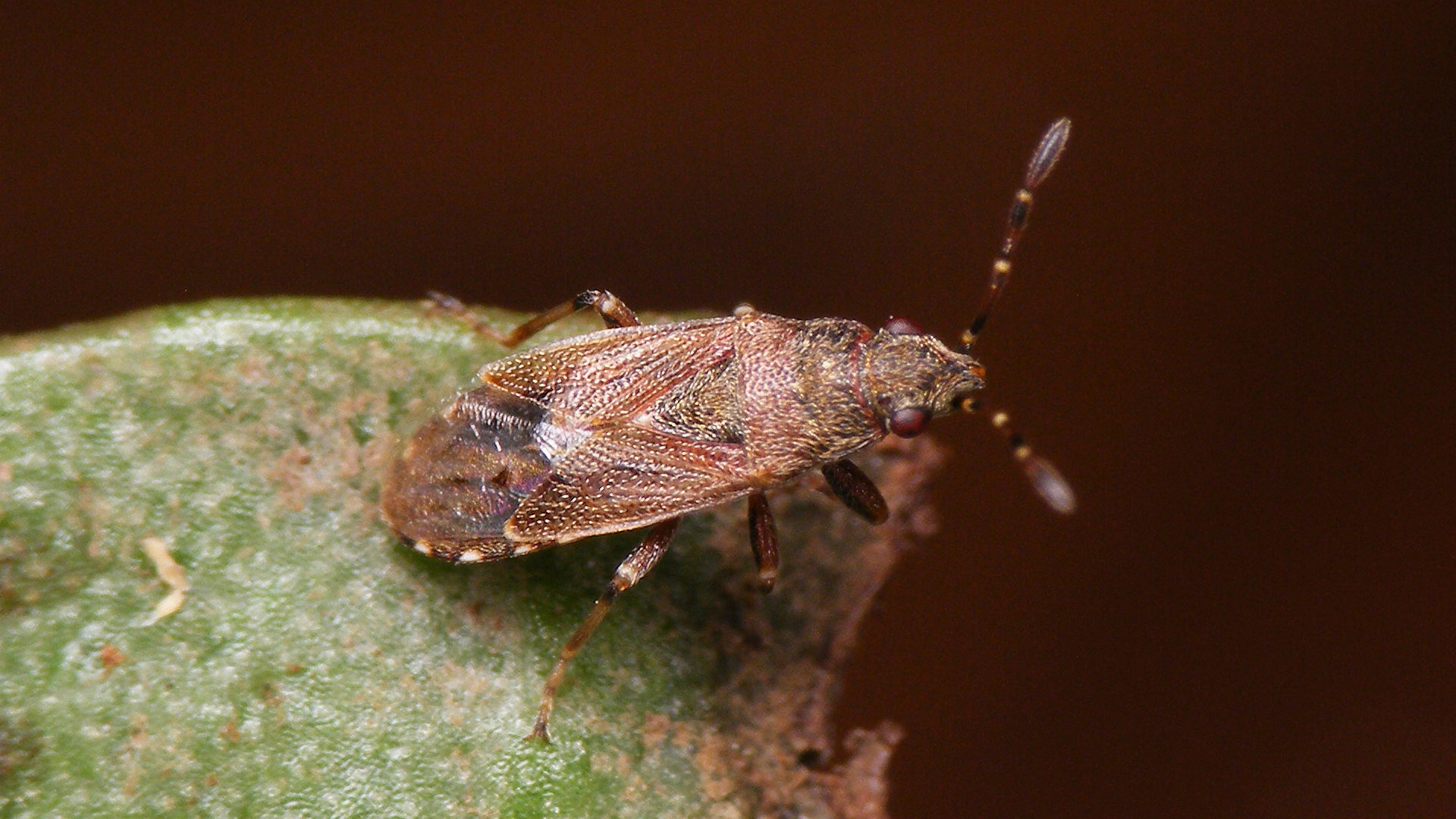
Heterogaster canariensis, île de La Palma, Canaries
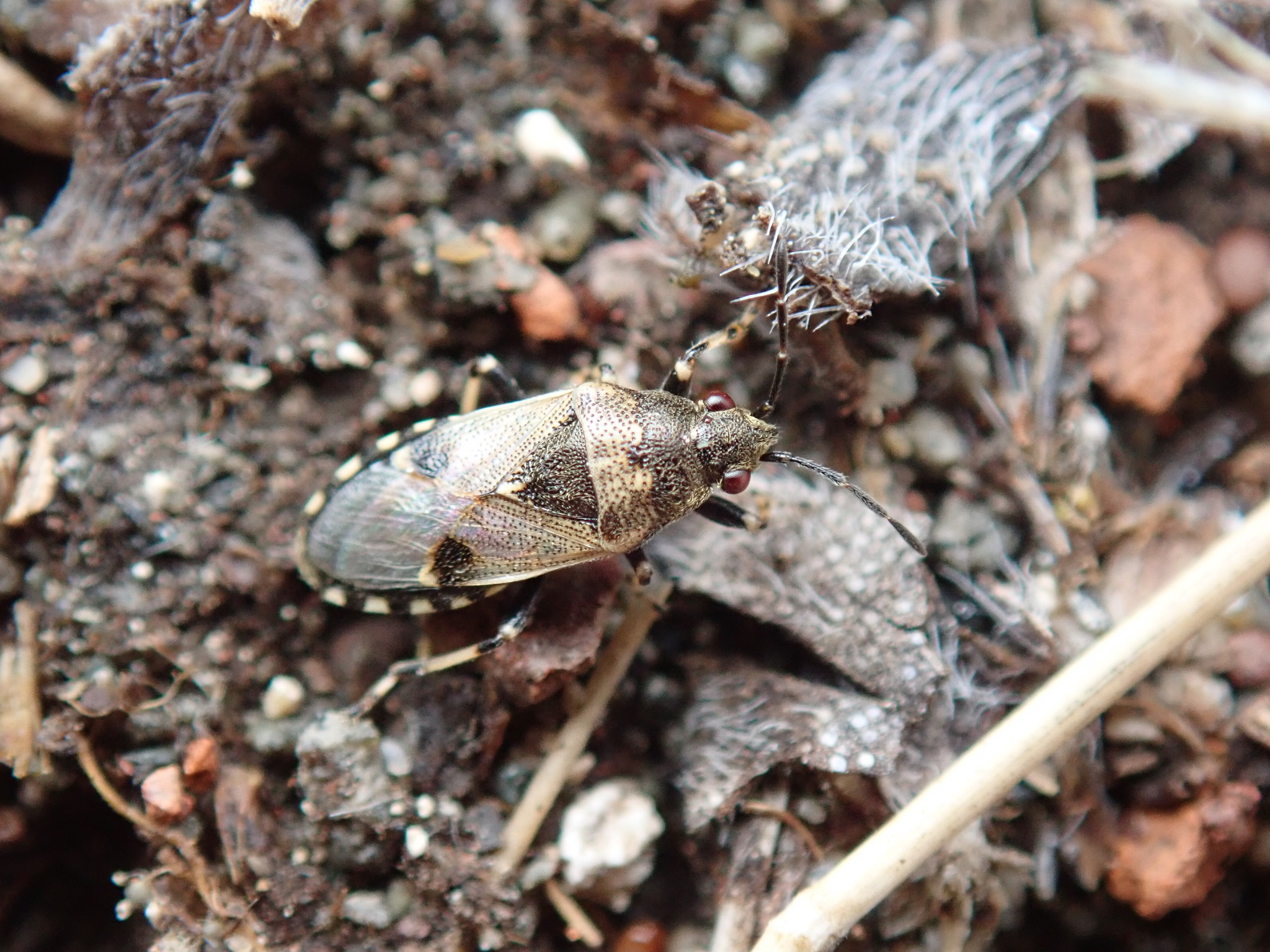
Heterogaster cathariae, Albanie
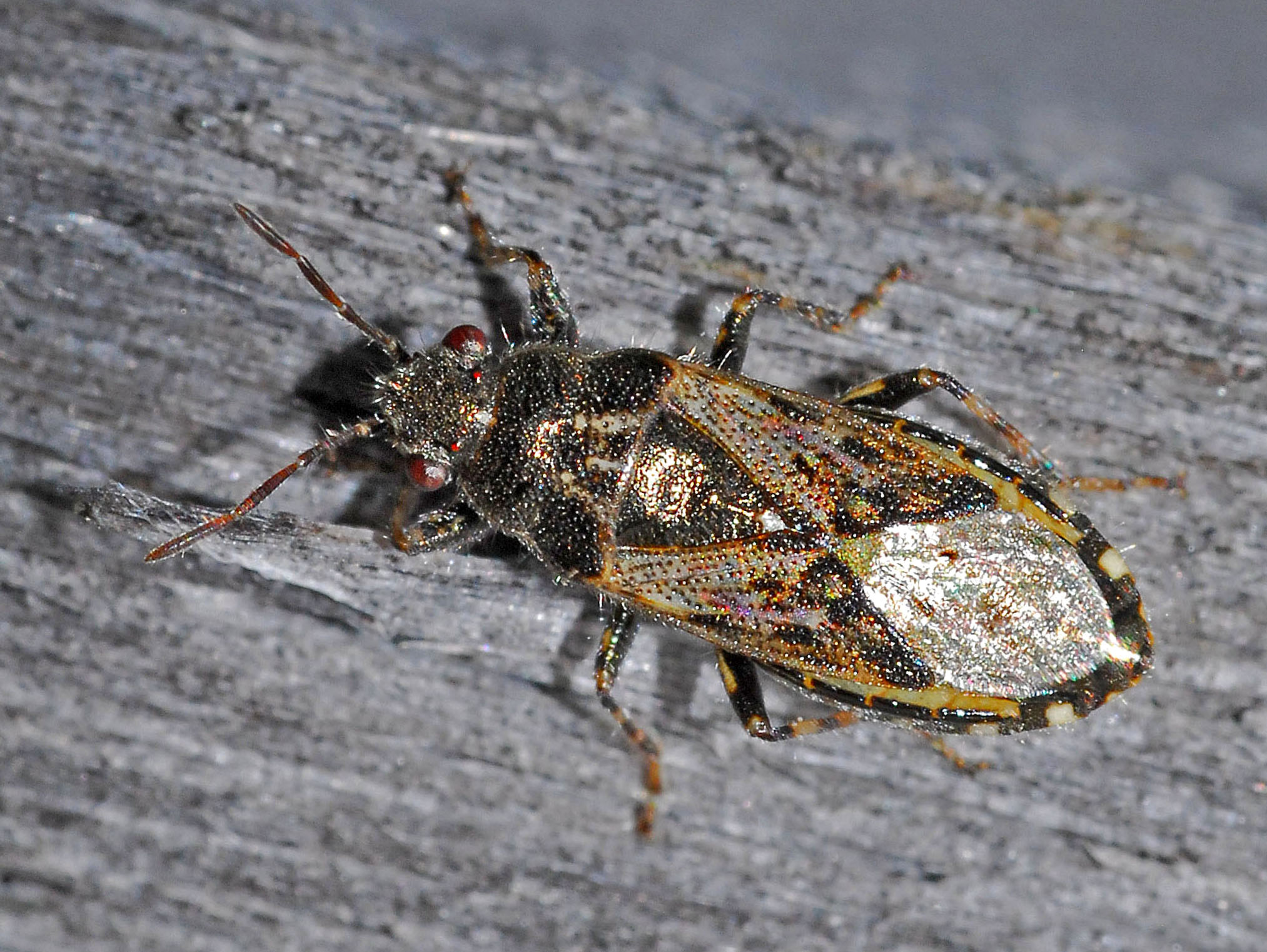
Heterogaster urticae, Italie.
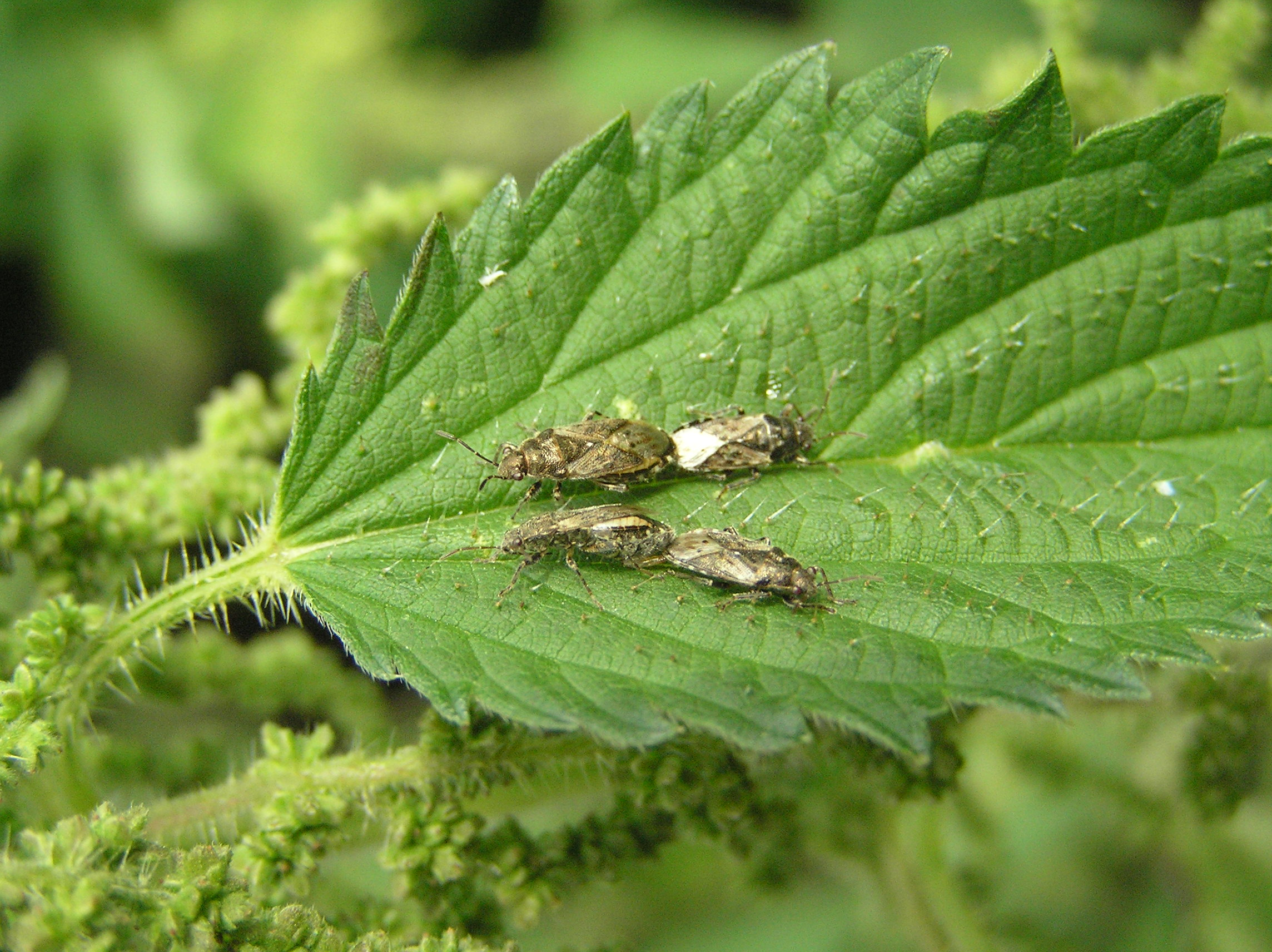
Accouplements d'H. urticae sur ortie.

### Publication originale
- [1829] (la) Peter Samuel Schilling, « Hemiptera Heteroptera Silesiae systematice disposuit Schilling », Beiträge zur Entomologie, Breslau, vol. 1,‎ 1829, p. 34–92.